# سو لوپز
سو لوپز (انگلیسی: Sue Lopez؛ زادهٔ ۱ سپتامبر ۱۹۴۵) یک بازیکن فوتبال اهل بریتانیا است.
وی سابقه بازی در تیم ملی بانوان انگلیس را دارد.